# KIIS-FM
KIIS-FM (102.7 FM) es una estación de radio en Los Ángeles, California, Estados Unidos basado en un formato musical Top 40 (CHR). Es propiedad de iHeartMedia. Conocido como "102.7 KIIS-FM" y como una de las estaciones Top 40 de mayor audiencia en Estados Unidos, KIIS, que se pronuncia como "beso" en inglés, es el origen de la marca nacional "KISS-FM". Sus estudios están ubicados en Burbank entre la Warner Bros. Studios y NBC, y tiene un sitio de transmisión en el Monte Wilson con la mayoría de las estaciones de televisión y radio que sirven a Los Ángeles.
KIIS-FM es actualmente la estación de radio número 1 en Los Ángeles, su área metropolitana, y toda la costa oeste, con un promedio de 3,6 millones de oyentes. KIIS-FM fue nombrada la estación del Año 2007 en la categoría radio contemporánea top 40 para el tamaño de mercado de 1 a 25 en la radio nacional y convenciones Records. La estación se encuentra, de acuerdo con Radio & Records, como la de mayor facturación de ingresos del país, con $ 66.3 millones logrados en 2008.
La ortografía del indicativo de la estación, K-I-I-S, deriva de la frecuencia de su anterior estación hermana AM KIIS (actualmente KEIB), 1150 AM. El numeral "115" se parece "IIS".
KIIS-FM fue una vez el hogar de Rick Dees (1981-2004) y recientemente Ryan Seacrest.

## KIIS Top 102
El 31 de diciembre, KIIS-FM cuenta atrás las 102 mejores canciones del año, conocidos como "KIIS Top 102".
- 2008: "With You" de Chris Brown
- 2009: "Boom Boom Pow" de The Black Eyed Peas
- 2010: "Airplanes" de B.o.B feat. Hayley Williams
- 2011: "Give Me Everything" de Pitbull feat. Ne-Yo, Afrojack y Nayer
- 2012: "Where Have You Been" de Rihanna

## Conciertos
- Wango Tango
- Jingle Ball
- JoJo Jam

## Expersonal al aire
- Humble Harve 1975-1977
- Jay Stevens 1975-1977
- Gary McKenzie, 1977-80
- Larry Hayes,
- Ed Shane,
- Frank Jolley,
- Jeff Salgo,
- Billy Pearl,
- Magic Matt Alan 1989-1991, 1996
- Joe Cipriano
- Rick Dees, 1981–2004
- Allison Macofsky , 2002–2005
- Sean "Hollywood" Hamilton,
- Casey Kasem
- Fabrice Morvan 1998-2000
- Jeff Serr 1982-1983, 1985–1986
- Shadoe Stevens
- Charlie Tuna 1973-1977
- Suzy Tavarez, 2004–2007
- Paul Freeman 1976-1989
- Bruce Vidal 1981-1996
- Tim Kelly 1982-1987
- Ed Mann 1983-1987
- Brother Bill 1979-1993
- "Big" Ron O'Brian 1982-1987 1992
- Raechel Donahue 1984-1987
- M. G. Kelly 1987-1988
- Whitney Allen 1991-1994
- Sean McNeill
- Liz Fulton
- "The Coach" Charleye Wright
- Banana Joe
- Dave Sebastian (Williams)
- Todd Kelly 2001 - 2002
- Sean "Valentine"
- Larry Morgan